# Cul-de-sac de la Brasserie
Le cul-de-sac de la Brasserie, également appelé impasse de la Brasserie ou cour de la Brasserie ou encore passage de la Brasserie, est une ancienne voie de Paris qui était située dans l'ancien 2e arrondissement. Elle est supprimée en 1866 lors du percement de l'avenue de l'Opéra et de la place du Théâtre-Français.

## Origine du nom
La maison dite de la Brasserie, qui était partie de ce cul-de-sac, lui a donné ce nom.

## Situation
Située dans l'ancien 2e arrondissements, le cul-de-sac de la Brasserie, d'une longueur de 81 mètres, commençait entre les 4 et 6, rue Traversière-Saint-Honoré (qui deviendra rue de la Fontaine-Molière) et se terminait en impasse.

## Historique
Cette impasse était existante en 1720. La partie en impasse du cul-de-sac de la Brasserie sera reliée à la cour et au passage Saint-Guillaume après leur ouverture.
Une ordonnance royale du 4 octobre 1826 fixe la largeur de cette voie publique à 8 mètres.
Par décret impérial du 3 mai 1854, l'impasse de la Brasserie est supprimée et absorbée lors des réaménagements du quartier, le percement de l'avenue de l'Opéra et la création de la place du Théâtre-Français en 1866.